# Heilbronner Straße (Stuttgart)

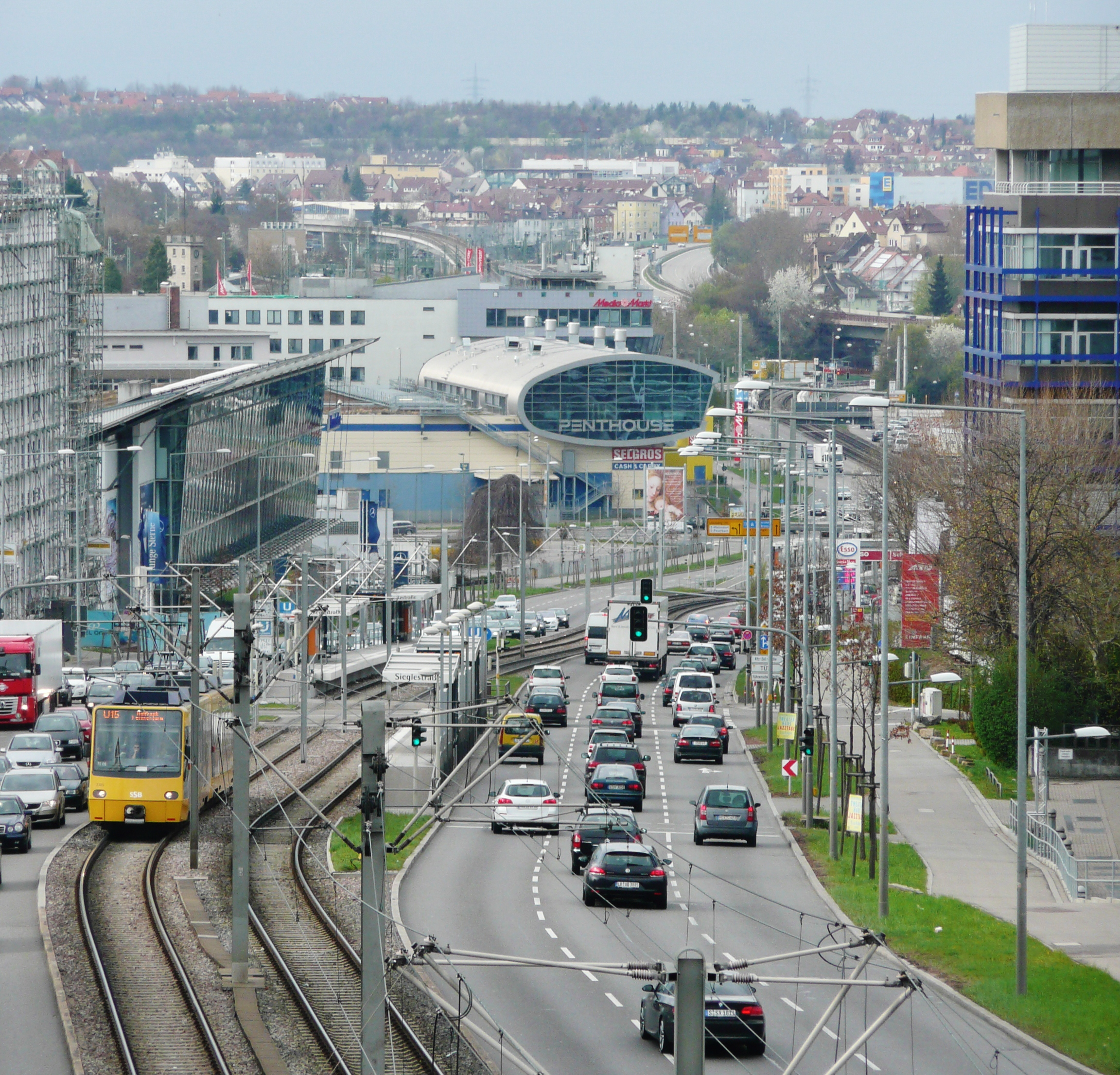
Auf dem Weg nach Norden (bei der Stadtbahnhaltestelle Sieglestraße der U7 und U15)

Die  Heilbronner Straße ist eine Hauptverkehrsstraße in Stuttgart. Sie beginnt am Hauptbahnhof und führt über den Pragsattel bis nach Zuffenhausen, ab dort heißt die innerstädtische Straße dann Ludwigsburger Straße. Die Heilbronner Straße ist in ihrem ganzen Verlauf Teil der Bundesstraße 27, die vor Zuffenhausen auf eine eigene Trasse als autobahnähnliche Kraftfahrstraße abzweigt – direkt neben einer Bahnstrecke. Bereits am Pragsattel stößt die Bundesstraße 10 auf die Heilbronner Straße / B 27.

## Verwaltungszentren und weitere Gebäude; Handel und Gewerbe

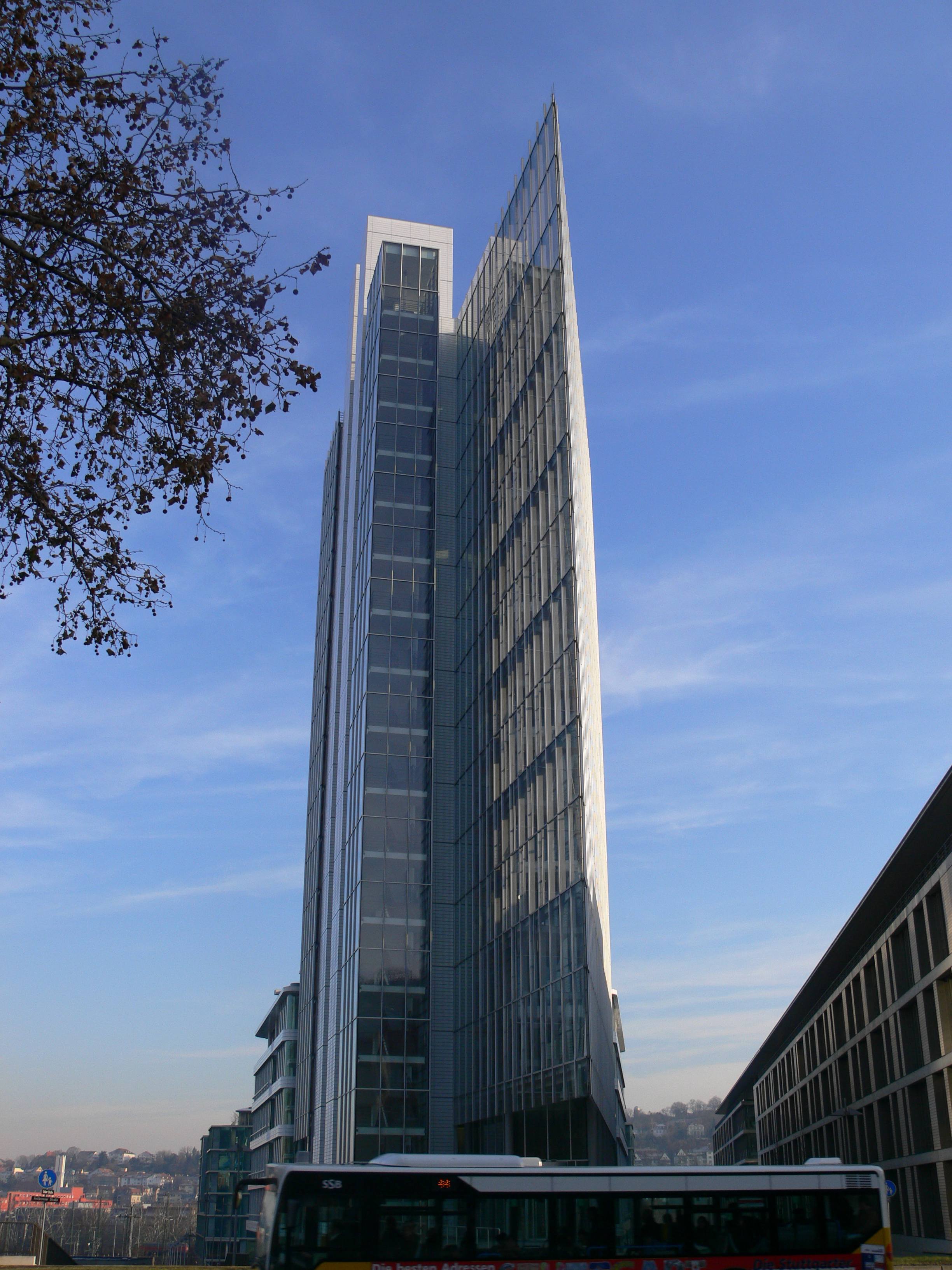
Das LBBW-Hochhaus

An dieser Straße oder in ihrer direkten Nähe befinden sich der Verwaltungssitz der Landesbank Baden-Württemberg mit dem „LBBW-Hochhaus“, das Geno-Haus der genossenschaftlichen Zentralbank (heute DZ Bank), der Pragfriedhof mit seinem dominanten Krematoriumsgebäude, die katholische Georgskirche von 1932, der markante Bülow-Turm und das Gewerbegebiet Feuerbach-Ost.
Seit der Eröffnung des Einkaufszentrums Milaneo im Oktober 2014 nahe dem Hauptbahnhof werden die Kapazitäten der Heilbronner Straße durch den verstärkten „Shopping-Tourismus“ weiter beansprucht.

## Stadtteil
Ein Stadtteil des Stadtbezirkes Stuttgart-Nord hat den Namen Heilbronner Straße.